# Air Manas
Air Manas (von 2013 bis 2015 Pegasus Asia) ist eine kirgisische Fluggesellschaft mit Sitz in Bischkek und Basis auf dem Flughafen Manas. Sie unterliegt (Stand August 2022) aufgrund schwerer Sicherheitsmängel dem Flugverbot in der gesamten Europäischen Union.

## Geschichte
Air Manas wurde 2006 gegründet. Im Juni 2012 übernahm die türkische Pegasus Airlines 49 % der Gesellschaftsanteile, woraufhin Air Manas ab Frühjahr 2013 unter der Marke Pegasus Asia auftrat. Seit Oktober 2015 nutzt die Gesellschaft wieder ihren ursprünglichen Namen Air Manas im Außenauftritt. Die Zusammenarbeit mit Pegasus Airlines, die weiterhin eine Minderheitsbeteiligung am Unternehmen hält, wird trotz der Umbenennung fortgesetzt. Die Fluggesellschaft hat alle Flüge nach dem 25. Mai 2022 eingestellt.

## Flugziele
Neben nationalen Zielorten flog Air Manas von Bischkek international Städte in Zentral- und Ostasien an.

## Flotte

### Flotte bei Betriebseinstellung
Die Flotte der Air Manas bestand mit Stand von Januar 2023 aus einem Flugzeug.
| Flugzeuge       | Anzahl | Bestellt | Sitzplätze | Anmerkungen                                                        | Durchschnittsalter |
| --------------- | ------ | -------- | ---------- | ------------------------------------------------------------------ | ------------------ |
| Airbus A220-300 | 1      |          | 145        | inaktiv, aufgrund von Sanktionen gegen den russischen Leasinggeber | 3,1 Jahre          |
| Gesamt          | 1      | –        |            |                                                                    | 3,1 Jahre          |

### Zuvor eingesetzte Flugzeuge
- Boeing 737-400
- Boeing 737-800